# Championnats d'Amérique du Sud d'athlétisme 1967
Navigation
Rio de Janeiro 1965 Quito 1969
Les 24es Championnats d'Amérique du Sud d'athlétisme ont eu lieu à Buenos Aires, en Argentine.

## Résultats

### Épreuves masculines
| Épreuve | Or                            | Or                 | Argent                       | Argent          | Bronze                       | Bronze          |
| --- | ----------------------------- | ------------------ | ---------------------------- | --------------- | ---------------------------- | --------------- |
| 100 mètres | Iván Moreno Chili             | 10 s 4             | Jaime Uribe Colombie         | 10 s 5          | Fernando Acevedo Pérou       | 10 s 5          |
| 200 mètres | Pedro Grajales Colombie       | 20 s 9 CR          | Jaime Uribe Colombie         | 21 s 2          | Iván Moreno Chili            | 21 s 3          |
| 400 mètres | Pedro Grajales Colombie       | 46 s 4 CR          | Carlos Álvarez Colombie      | 47 s 0          | Andrés Calonge Argentine     | 47 s 5          |
| 800 mètres | Jorge Grosser Chili           | 1 min 51 s 6       | Guillermo Cuello Argentine   | 1 min 52 s 0    | Alejandro Arroyo Équateur    | 1 min 54 s 3    |
| 1 500 mètres | Jorge Grosser Chili           | 3 min 52 s 2       | Orlando Gutiérrez Colombie   | 3 min 55 s 7    | Albertino Etchechury Uruguay | 3 min 56 s 8    |
| 5 000 mètres | Víctor Mora Colombie          | 14 min 32 s 2      | Osvaldo Suárez Argentine     | 14 min 48 s 0   | Orides Alves Brésil          | 14 min 50 s 0   |
| 10 000 mètres | Osvaldo Suárez Argentine      | 30 min 50 s 8      | Víctor Mora Colombie         | 30 min 57 s 4   | Orides Alves Brésil          | 31 min 17 s 5   |
| Marathon | Armando González Uruguay      | 2 h 35 min 43 s CR | Luis Altamirano Argentine    | 2 h 36 min 12 s | Agustín Calle Colombie       | 2 h 39 min 27 s |
| 3000 mètres steeple | Domingo Amaisón Argentine     | 9 min 04 s 8       | Albertino Etchechury Uruguay | 9 min 16 s 0    | Benedito do Amaral Brésil    | 9 min 24 s 6    |
| 110 mètres haies | Alfredo Deza Pérou            | 14 s 5 CR          | Carlos Mossa Brésil          | 14 s 7          | Juan Carlos Dyrzka Argentine | 14 s 8          |
| 400 mètres haies | Santiago Gordon Chili         | 52 s 1             | Juan Carlos Dyrzka Argentine | 52 s 3          | Guillermo Cuello Argentine   | 53 s 3          |
| Saut en hauteur | Oscar Canqui Pérou            | 1,95 m             | Roberto Abugattás Pérou      | 1,95 m          | Roberto Pozzi Argentine      | 1,95 m          |
| Saut à la perche | Erico Barney Argentine        | 4,30 m CR          | César Quintero Colombie      | 4,30 m          | Ricardo Martens Argentine    | 3,80 m          |
| Saut en longueur | Iván Moreno Chili             | 7,35 m             | Alfredo Boncagni Argentine   | 7,28 m          | Héctor Rivas Argentine       | 6,94 m          |
| Triple saut | Nelson Prudêncio Brésil       | 16,30 m CR         | Wilson Beneman Brésil        | 14,82 m         | Joel Dias Brésil             | 14,62 m         |
| Lancer du poids | José Jacques Brésil           | 16,59 m CR         | Mario Peretti Argentine      | 15,52 m         | Manuel Lechuga Chili         | 14,73 m         |
| Lancer du disque | Dagoberto González Colombie   | 54,00 m CR         | José Jacques Brésil          | 49,10 m         | Juan Báez Argentine          | 46,84 m         |
| Lancer du marteau | José Vallejo Argentine        | 58.84 m CR         | Roberto Chapchap Brésil      | 55,08 m         | Lido Crispieri Chili         | 52,76 m         |
| Lancer du javelot | Álvaro Zucchi Brésil          | 66,54 m            | Ian Barney Argentine         | 63,20 m         | Rafael Di Fonzo Argentine    | 61,92 m         |
| Décathlon | Juan Carlos Kerwitz Argentine | 6 093 pts          | Arthur Palma Brésil          | 6 051 pts       | José Jacques Brésil          | 6 042 pts       |
| Relais 4 × 100 mètres | Colombie                      | 41 s 1             | Chili                        | 41 s 8          | Brésil                       | 41 s 8          |
| Relais 4 × 400 mètres | Colombie                      | 3 min 14 s 7       | Pérou                        | 3 min 15 s 4    | Brésil                       | 3 min 15 s 7    |
| Records et Performances - AR : Record continental (area record) - CR : Record des championnats (championship record) - MR : Record du meeting (meet record) - NR : Record national (national record) - OR : Record olympique (olympic record) - PR : Record paralympique (paralympic record) - PB : Record personnel (personal best) - SB : Meilleure performance personnelle de la saison (season's best) - WL : Meilleure performance mondiale de l'année (world leader) - WJR : Record du monde junior (world junior record) - WR : Record du monde (world record) Circonstances et Conditions - DNF : N'a pas terminé (did not finish) - DNS : N'a pas pris le départ (did not start) - DQ : Disqualification (disqualification) - NM : Aucun essai valable enregistré (No Mark) - Q : Qualifié « directement » au prochain tour (ou à la prochaine compétition), lors d'une compétition majeure, grâce au classement ou à la réalisation des minima (automatic qualifier) - q : Qualifié au prochain tour (ou à la prochaine compétition), lors d'une compétition majeure, grâce au repêchage ou à la réalisation de l'une des meilleures performances parmi celles des « non qualifiés directement » (grâce au meilleur temps ou à la meilleure distance par exemple) (secondary qualifier) |                               |                    |                              |                 |                              |                 |

### Épreuves féminines
| Épreuve | Or                        | Or              | Argent                     | Argent       | Bronze                   | Bronze       |
| --- | ------------------------- | --------------- | -------------------------- | ------------ | ------------------------ | ------------ |
| 100 mètres | Silvina Pereira Brésil    | 11 s 8 CR       | Irenice Rodrigues Brésil   | 12 s 0       | María Ducci Chili        | 12 s 1       |
| 200 mètres | Silvina Pereira Brésil    | 24 s 5          | Irenice Rodrigues Brésil   | 24 s 8       | María Ducci Chili        | 25 s 0       |
| 800 mètres | Carmen Oyé Chili          | 2 min 16 s 9 CR | Alicia Enríquez Argentine  | 2 min 19 s 7 | Dora González Chili      | 2 min 26 s 1 |
| 80 mètres haies | Carlota Ulloa Chili       | 12 s 0          | Adilia do Rosário Brésil   | 12 s 1       | Leda dos Santos Brésil   | 12 s 3       |
| Saut en hauteur | Maria da Conceição Brésil | 1,66 m          | Aída dos Santos Brésil     | 1,60 m       | Patricia Miranda Chili   | 1,55 m       |
| Saut en longueur | Irenice Rodrigues Brésil  | 5,97 m CR       | Alicia Kaufmanas Argentine | 5,90 m       | Dinorah González Uruguay | 5,73 m       |
| Lancer du poids | Rosa Molina Chili         | 14,26 m CR      | Norma Suárez Argentine     | 14,14 m      | Neide Gomes Brésil       | 11,97 m      |
| Lancer du disque | Odete Domingos Brésil     | 40,48 m         | Pradelia Delgado Chili     | 38,80 m      | María Amaisón Argentine  | 36,24 m      |
| Lancer du javelot | Kiyomi Nakagawa Brésil    | 40,30 m         | Rosa Molina Chili          | 39,16 m      | Smiljana Dezulovic Chili | 37,90 m      |
| Relais 4 × 100 mètres | Brésil                    | 48 s 2          | Uruguay                    | 48 s 5       | Argentine                | 48 s 5       |
| Records et Performances - AR : Record continental (area record) - CR : Record des championnats (championship record) - MR : Record du meeting (meet record) - NR : Record national (national record) - OR : Record olympique (olympic record) - PR : Record paralympique (paralympic record) - PB : Record personnel (personal best) - SB : Meilleure performance personnelle de la saison (season's best) - WL : Meilleure performance mondiale de l'année (world leader) - WJR : Record du monde junior (world junior record) - WR : Record du monde (world record) Circonstances et Conditions - DNF : N'a pas terminé (did not finish) - DNS : N'a pas pris le départ (did not start) - DQ : Disqualification (disqualification) - NM : Aucun essai valable enregistré (No Mark) - Q : Qualifié « directement » au prochain tour (ou à la prochaine compétition), lors d'une compétition majeure, grâce au classement ou à la réalisation des minima (automatic qualifier) - q : Qualifié au prochain tour (ou à la prochaine compétition), lors d'une compétition majeure, grâce au repêchage ou à la réalisation de l'une des meilleures performances parmi celles des « non qualifiés directement » (grâce au meilleur temps ou à la meilleure distance par exemple) (secondary qualifier) |                           |                 |                            |              |                          |              |

## Tableau des médailles
| Rang | Nation    | Or | Argent | Bronze | Total |
| ---- | --------- | -- | ------ | ------ | ----- |
| 1    | Brésil    | 10 | 9      | 9      | 28    |
| 2    | Chili     | 8  | 3      | 8      | 19    |
| 3    | Colombie  | 6  | 6      | 1      | 13    |
| 4    | Argentine | 5  | 10     | 10     | 25    |
| 5    | Pérou     | 2  | 2      | 1      | 5     |
| 6    | Uruguay   | 1  | 2      | 2      | 5     |
| 7    | Équateur  | 0  | 0      | 1      | 1     |